# دهستان سروستان (بوانات)
دهستان سروستان نام دهستانی در بخش مزایجان شهرستان بوانات، استان فارس در ایران است. براساس سرشماری مرکز آمار ایران در سال ۱۳۹۰، جمعیت آن ۳۷۲۳ نفر (۱۱۶۳ خانوار) بوده‌است.